# Christopher Wren
Sir Christopher Wren [krístofər vrên], PRS, angleški astronom, matematik, arhitekt in stavbenik, * 20. oktober 1632, East Knoyle, grofija Wiltshire, Anglija, † 25. februar 1723, Palača Hampton Court, London.

## Življenje in delo
Wren je bil sin windsorskega dekana. Po stroki je bil matematik in astronom. Leta 1657 je postal profesor astronomije na Kolidžu Gresham, štiri leta kasneje pa Savileov profesor astronomije v Oxfordu do svojega odstopa leta 1673. Bil je tudi med ustanovnimi člani Kraljeve družbe leta 1660 in njen predsednik med letoma 1680 do 1682.
Po njegovih načrtih so leta 1665 zgradili Kraljevi observatorij Greenwich. Njegovo delo je temelj, na katerem se je razvila angleška klasicistična baročna arhitektura 18. stoletja (51 cerkva v Londonu, nova Stonica svetega Pavla v Londonu (1669), Ashmolov muzej v Oxfordu, borza Royal Exchange).
Leta 1673 so ga povzdignili v viteški red. Med letoma 1685 in 1688 ter 1702 do 1705 je bil član angleškega parlamenta.

## Priznanja
Poimenovanja
Po njem se imenuje asteroid glavnega pasu 3062 Wren.